# Eric Van Rompuy
Eric Karel Paul Van Rompuy (Ukkel, 23 november 1949) is een voormalig Belgisch politicus voor de CD&V. Hij is gehuwd en heeft één dochter.

## Levensloop
Hij is de zoon van wijlen prof. em. dr. Vic Van Rompuy en de broer van Herman Van Rompuy en Tine Van Rompuy. 
Eric Van Rompuy volgde hogere studies aan de Katholieke Universiteit Leuven. Hij behaalde er in 1971 een licentiaatsdiploma in de economische wetenschappen en een baccalaureaat in de Wijsbegeerte en promoveerde er in 1975 tot doctor in de Economische Wetenschappen. Vervolgens was hij van 1976 tot 1981 econoom verbonden aan de Kredietbank.
Hij werd politiek actief voor de toenmalige CVP, waar hij tot de radicalere Vlaamsgezinde vleugel ging behoren. In 1977 werd hij verkozen tot nationaal voorzitter van de CVP-jongeren, een functie die Van Rompuy bekleedde tot in 1983. Als jongerenvoorzitter verzette hij zich tegen het Egmontpact. In december 1981 kwam hij door opvolging tevens in het Europees Parlement terecht. In juni 1984 raakte hij niet herkozen.
In oktober 1982 werd Van Rompuy voor het eerst verkozen tot gemeenteraadslid van Zaventem. Van 1983 tot 1988 was hij eerste schepen, met de bevoegdheden Financiën en Ruimtelijke Ordening. Na de verkiezingen van 1988 kwam de Zaventemse CVP in de oppositie terecht en werd Van Rompuy fractieleider in de gemeenteraad. Zowel in 1994 als 2000 werd hij als gemeenteraadslid herkozen. De CVP bleef er steeds in de oppositie. Na de gemeenteraadsverkiezingen van otkober 2006 veroverde CD&V-N-VA een plaats in de meerderheid. In 2007 werd hij er schepen van financiën, ruimtelijke ordening en stedenbouw, structuurplanning, grondbeleid en straatnaamgeving. Bij de gemeenteraadsverkiezingen in 2012 was Van Rompuy lijsttrekker voor de CD&V in Zaventem. Hij werd verkozen en bleef schepen. Eind 2016 nam hij ontslag als schepen en als gemeenteraadslid, na zijn besluit om zich niet meer kandidaat te stellen bij verkiezingen.
Zijn nationale carrière nam een nieuwe start, toen hij in oktober 1985 verkozen werd tot lid van de Kamer van volksvertegenwoordigers voor het arrondissement Brussel, waar hij zich voornamelijk ging toeleggen op het beleid rond financiën en begroting. Hij zou Kamerlid blijven tot in mei 1995. In de periode december 1985-mei 1995 had hij als gevolg van het toen bestaande dubbelmandaat ook zitting in de Vlaamse Raad, de voorloper van het huidige Vlaams Parlement. Van januari 1992 tot mei 1995 zat hij er de CVP-fractie voor.
Bij de eerste rechtstreekse verkiezingen voor het Vlaams Parlement van 21 mei 1995 werd hij verkozen in de kieskring Halle-Vilvoorde. Enkele weken later benoemde dat parlement hem tot Vlaams minister van Economie, KMO, Landbouw en Media. Aan zijn ministerschap kwam in juli 1999 een einde toen de CVP na een nederlaag bij de parlementsverkiezingen in de oppositie belandde.
Bij de tweede rechtstreekse Vlaamse verkiezingen van 13 juni 1999 werd hij opnieuw Vlaams volksvertegenwoordiger voor de kieskring Halle-Vilvoorde. Van juli 1999 tot juni 2004 zat hij weer de CVP-(later CD&V-)fractie in het Vlaams Parlement voor. Na de verkiezingen van 13 juni 2004 bleef Van Rompuy Vlaams volksvertegenwoordiger voor de kieskring Vlaams-Brabant, maar legde hij de functie van fractievoorzitter neer. Hij greep bij de regeringsvorming in 2004 naast een ministerpost toen outsider Kris Peeters werd benoemd, wat hij toenmalig kopstuk Yves Leterme erg kwalijk nam. Vanaf 12 december 2007 was hij voorzitter van de Commissie voor Economie, Werk en Sociale Economie.
In 2004 ontdekte hij de kracht van een politiek internetdagboek: door de Vlaamse pers werd zijn dagboek regelmatig geciteerd, onder andere in de rubriek kreten en gefluister van De Standaard. In zijn dagelijks bijdragen gaf hij naast zijn visie op de maatschappij en politieke ideeën ook vaak kritiek op politieke tegenstanders. Zo noemde hij Geert Bourgeois een "zwakkeling" en "un petit monsieur" na het opbreken van het kartel tussen zijn partij en de N-VA. Binnen de CD&V vertegenwoordigde hij de conservatieve rechtervleugel van de partij, net zoals zijn broer Herman. 
Ook profileerde Van Rompuy zich als voorvechter van de splitsing van de tweetalige kieskring Brussel-Halle-Vilvoorde. De politicus schetste op 7 november 2007 op zijn weblog na de stemming rond de splitsing van BHV een scenario waarbij de instellingen daveren op hun grondvesten. Volgens hem zou deze crisis evenwel leiden tot een catharsis. Verder stelde hij dat enkel een nieuwe staatsordening een hernieuwde en duurzame samenwerking tussen de gemeenschappen tot stand kan brengen waardoor België als natie behoorlijk kan functioneren.
Na de Vlaamse verkiezingen van 7 juni 2009 greep hij zowel naast een ministerpost als naast de positie als parlementsvoorzitter die in het kader van de regeringsvorming aan de N-VA werd toegekend. Wel werd hij van 2009 tot 2014 voorzitter van de commissie Algemeen Beleid, Financiën en Begroting. Hij kondigde in 2009 aan dat de legislatuur van 2009 tot 2014 zijn laatste termijn als Vlaams volksvertegenwoordiger zou worden. Van december 2012 tot mei 2014 maakte hij als secretaris deel uit van het Bureau (dagelijks bestuur) van het Vlaams Parlement. Op 22 mei 2013 werd hij in de plenaire vergadering van het Vlaams Parlement gehuldigd voor zijn 30 jaar parlementair mandaat.
In tegenstelling tot eerder aangekondigd, nam Van Rompuy in mei 2014 toch weer deel aan de verkiezingen, deze keer op de Kamerlijst. Van Rompuy werd verkozen vanop de derde (strijd)plaats in de kieskring Vlaams-Brabant en was van 2014 tot 2019 voorzitter van de Commissie Financiën en Begroting. Vanuit die functie gaf hij geregeld kritiek op het beleid van minister van Financiën Johan Van Overtveldt, hoewel CD&V zelf deel uitmaakte van de regering. Hij gaf ook regelmatig kritiek op hoe Geert Bourgeois de zaken aanpakte als Vlaams minister-president, ook al was CD&V lid van de Vlaamse Regering die Bourgeois voorzat.
In mei 2019 kwam hij niet meer op en sloot zo zijn parlementaire carrière af. In november datzelfde jaar werd hij verkozen tot nationaal voorzitter van de CD&V Senioren.

## Ereteken
- 2019: Grootkruis in de Orde van Leopold II[10]